# مسعر (الكرك)
مسعر منطقة سكنية تقع في لواء القصر، محافظة الكرك في الأردن. تنتمي المنطقة لقضاء الموجب الذي يضم 7 مناطق. يقدر عدد سكانها بـ 626 نسمة حسب إحصاء 2015.

## الوصلات الخارجية
- دائرة الاحصاءات العامة